# Voundeni
Voundeni (griechisch Βούντενη) ist der moderne Name einer mykenischen Siedlung und einer nahegelegenen, zugehörigen Nekropole auf dem Gebiet der griechischen Gemeinde Patras, etwa sieben Kilometer nordöstlich des Stadtkerns, im Westen der Landschaft Achaia, Nordwest-Peloponnes.

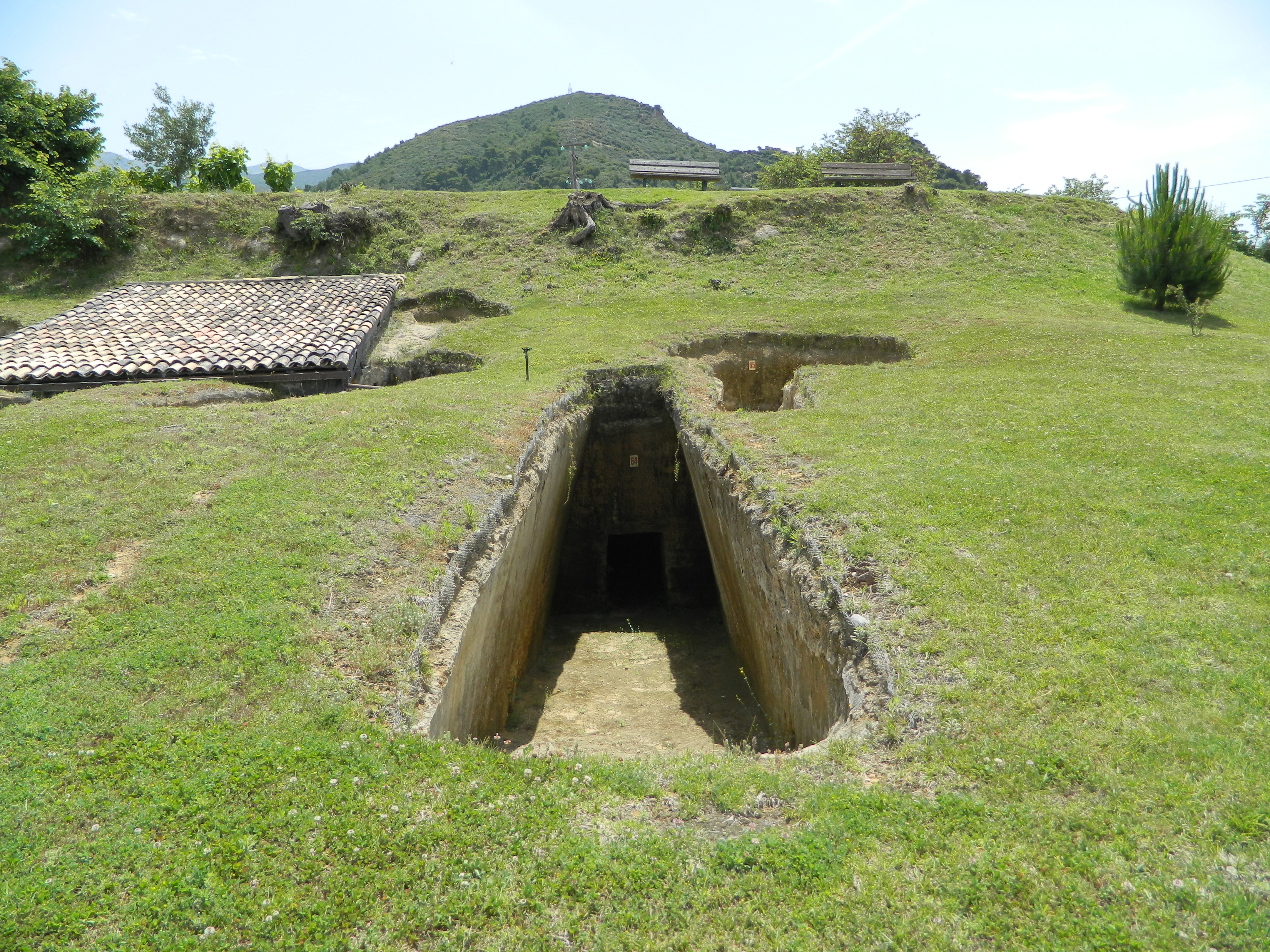
Kammergrab der Nekropole von Voundeni mit langem Dromos

Der Fundort wurde erstmals 1923 durch Nikolaos Kyparissis archäologisch erkundet, der dabei auch wenige Gräber ausgrub. Systematische Ausgrabungen fanden von 1988 bis 1994 und von 2004 bis 2007, jeweils unter der Leitung von Lazaros Kolonas, statt. Dabei wurden sowohl große Bereiche der Nekropole erforscht – insgesamt 75 Felskammergräber wurden untersucht – als auch Teile der Siedlung.
Die bisher nur teilweise erforschte, gut natürlich geschützte Siedlung, deren antiker Name unbekannt ist, lag auf dem Bortzi-Hügel, der sich von der umgebenden Landschaft abhebt. Sie war bereits im Mittelhelladikum (ca. 2000–1600 v. Chr.) bewohnt; Siedlungsspuren fanden sich bis in römische Zeit. Voundeni beherrschte ein Territorium, das einige bereits nachgewiesene kleine Dörfer und Weiler in der Umgebung sowie Felder und Wälder zur Nahrungs- und Materialgewinnung einschloss, aber auch einen Hafen, der im Bereich des Mündung des Meilichos lag. Es zählt zu den größten mykenischen Siedlungen im westlichen Achaia und gilt wie andere befestigte, größere Siedlungen in dieser Region, z. B. Teichos Dymaion, als sogenannter Fürstensitz. Anders als z. B. in Messenien oder Attika bildete sich in Westachaia im 14. Jahrhundert v. Chr. wahrscheinlich kein Palastzentrum, so dass Voundeni und vergleichbare Siedlungen  auch in spätmykenischer Zeit lokal nicht an Bedeutung und Macht verloren.

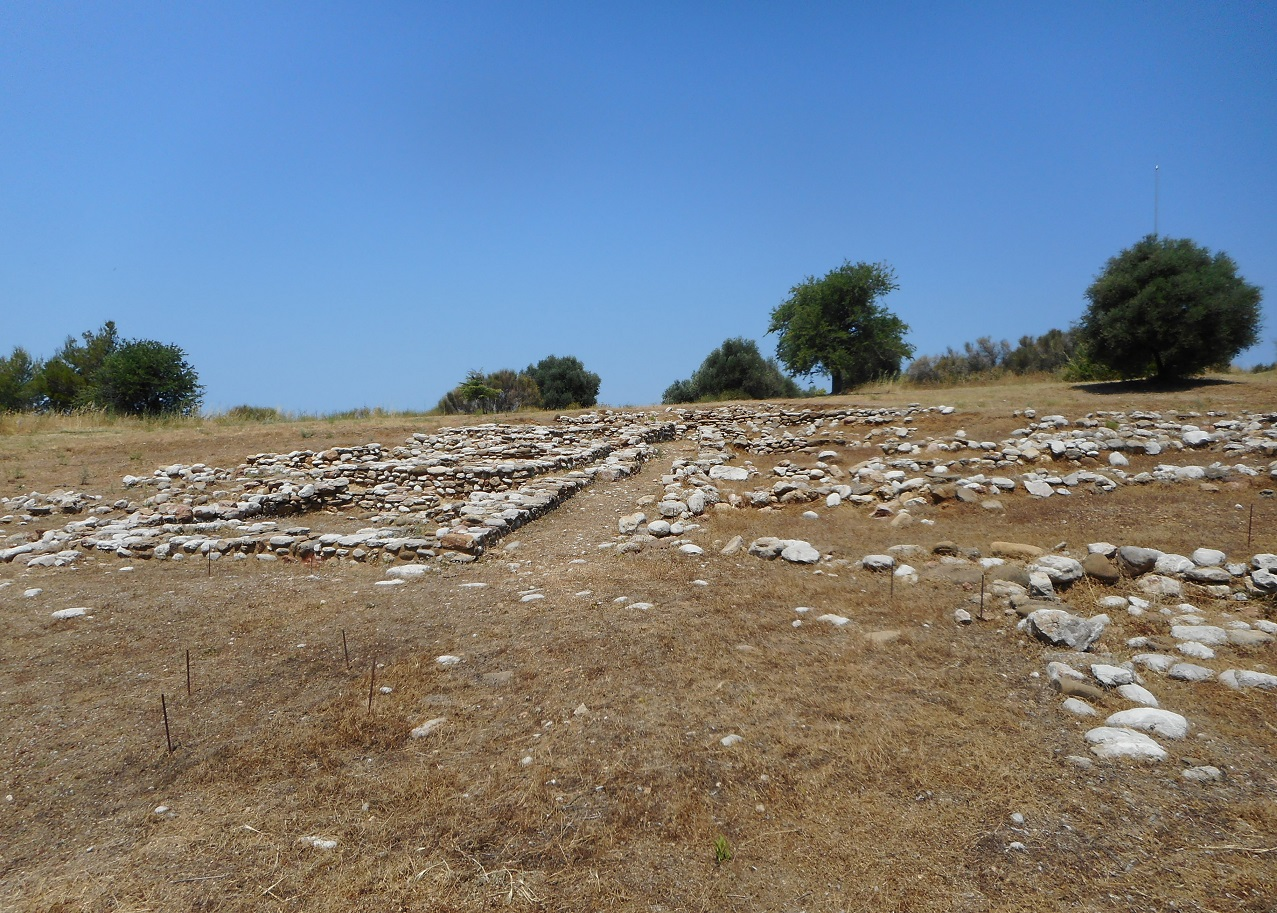
Das Gebiet der Siedlung

Die Nekropole wurde ungefähr während des gleichen Zeitraums genutzt; die Gräber konnten aufgrund der Grabbeigaben vom Späthelladikum II B bis ans Ende von SH III C (ca. 1500–1050 v. Chr.) datiert werden, manche Gräber wurden auch noch in der anschließenden submykenischen Periode (ca. 1050–1000 v. Chr.) weitergenutzt. Der Friedhof befindet sich südöstlich der Siedlung und erstreckt sich über eine Fläche von 1,8 Hektar. Bisher wurden 75 Kammergräber erforscht, die sich teils deutlich voneinander unterscheiden: sie variieren nicht nur bezüglich ihres Grundrisses stark – rund, oval, bis rechteckig –, sondern auch in ihrer Größe. Grab Nr. 4, das vom frühen 14. bis ins späte 11. Jahrhundert v. Chr. genutzt wurde und einen langen Dromos besitzt und Grab 75 sind die größten Kammergräber und müssen Würdenträgern der Siedlung gehört haben. Grabbeigaben, die in den meisten Gräbern gefunden wurden, stammen teilweise aus weiter entfernten Regionen wie Lakonien, der Argolis oder Kreta, manche sogar aus Italien, Kleinasien und dem syro-palästinischen Raum und bezeugen die Bedeutung Voundenis.
Nekropole und Siedlungshügel sind Bestandteil des Mykenischen Parks Patras, in dem die meisten Gräber besichtigt werden können.